# Kościół Najświętszej Maryi Panny Wniebowziętej w Ostrzeszowie
Kościół Najświętszej Maryi Panny Wniebowziętej w Ostrzeszowie – najstarszy kościół rzymskokatolicki w mieście Ostrzeszów. Mieści się przy ulicy Farnej. Należy do dekanatu Ostrzeszów.

## Architektura i wyposażenie
Jest to świątynia gotycka z XIV/XV wieku, jednonawowa, odbudowana po pożarze w latach 1621–1633. Prezbiterium ze sklepieniem krzyżowo-żebrowym niższe i węższe od nawy, wybudowane około 1337, nawa z XV wieku, pokryta płaskim stropem na miejscu pierwotnego sklepienia gotyckiego. Na belce w gotyckim łuku tęczowym późnogotycka grupa pasyjna z początku XVI wieku w Latach 1955–1960 na ścianach odsłonięto polichromię. Składają się na nią dwa gotyckie cykle pasyjne z XV i początku XVI wieku; renesansowy ze Świętym Krzysztofem i Sądem Ostatecznym i barokowy cykl pasyjny z 1 połowy XVIII wieku. Najciekawsza jest scena Sądu Ostatecznego, cenny dokument do historii kultury regionu z akcentami satyrycznymi i humorystycznymi: z postaciami chłopów i mieszczan, z widokiem wnętrza karczmy, skąd diabeł zabiera księdza pijącego z chłopami i karczmarkę oszukującą na miarach. Potępionych diabły uzbrojone w trójzębne widły odwożą do piekła na taczkach. Etnografowie stwierdzili, że takie same taczki dziś jeszcze spotyka się na wsi w okolicach Ostrzeszowa. Odsłonięty nad malowidłem napis głosi: "Roku Pańskiego 1584 Siódmego dnia Października sławny Sebastian Garncarz mieszczanin z Ostrzeszowa THE figury dał wimalowacz kosztem szwim ..." Odkrycia i konserwacji malowideł dokonała Pracownia Konserwacji Zabytków w Toruniu.